# Grad Podsmreka
Grad Podsmreka (nemško Burg Smreck) je graščina iz 16. stoletja, ki stoji v Podsmreki pri Višnji Gori.

## Zgodovina
Graščina je v Podsmreki stala že proti koncu 16. stoletja. Prvotno so jo pozidali plemiči Galli. Galli so v dvanajsetem stoletju prišli z Bavarske, vendar so se na slovenskem etničnem ozemlju udomačili in bili leta 1463, sprejeti med kranjske deželane.
Sledeča znamenita rodbina so Lambergi, ki so bili lastniki več gradov. Ena izmed pomembnejših osebnosti te družine je Krištof Lambergar, čigar sloves lahko med drugim zasledimo v romanci Pegam in Lambergar.
Naslednja poznana rodbina je rodbina Ursini-Blagay, ki je znana predvsem po grofu Štefanu Ursini-Blagayu. Grof Štefan Ursini-Blagay je v bitki pri Sisku poveljeval enemu od oddelkov kranjskih strelcev in konjenikov.
V 19. stoletju je grad doživel razcvet. Lastnik gradu je bil Emil Rothschütz, ki je leta 1866 na gradu ustanovil čebelarsko podjetje. Podjetje je razpošiljalo čebelarsko orodje in panje s kranjsko čebelo po vsej Evropi. Seznam javnih zavodov, ki so v Podsmreki kupili kranjsko čebelo, naveden v reklamnem katalogu, je presenetljiv celo za razmere današnje globalne trgovine. Podjetje je prejelo mnoge prestižne nagrade, med drugim srebrno medaljo na svetovni razstavi v Parizu leta 1878. Izdajalo je reklamne kataloge v nemškem, francoskem, madžarskem, poljskem, hrvaškem in češkem jeziku, naklada pa je dosegla 285.000 izvodov.
Družina pa kasneje ni bila enako uspešna. Oče Emila Rothschütza je bil zaradi goljufive pridobitve naslova barona zaprt. Kasneje je v zaporu s samomorom končal življenje. Sin je po tem dogodku preimenoval v Emil von Ravenegg, po slovensko Rožič. Otroci Emila in njegove žene Cecilije Ravenegg niso bili tako podjetni kot oče. Sin Franc je zaradi dolgov prodal graščino in pripadajoče posestvo.
Grad je prevzela družina Majdič iz Zgornjih Jarš v Ljubljani, ki je bila vodilna na področju mlinarstva. Grad je prevzela kot kompenzacijo za dolg, ki ga je Franc Ravenegg nabral z odkupom moke. Grad so kmalu prodali.
Dunajčan Peter Klarwill je bil predzadnji lastnik gradu in sicer v obdobju med 1. in 2. svetovno vojno. Dal je podreti Raveneggov čebelnjak in pod gradom nasaditi sadno drevje. Posest je imel zgolj za preživljanje prostega časa, zato je grad uredil po svojem okusu. Uredil je knjižnico in zbirko umetnin. Njegovo pretirano uživaško življenje je prizadelo mlado soprogo, ki je pri triindvajsetih končala življenje s samomorom. Pokopana je na višnjegorskem pokopališču, njena nagrobna plošča je vzidana na steno župnijske cerkve sv. Egidija.
Maja 1939 je Klarwill prodal posestvo družini Verovšek, saj je v Nemčiji bila na oblasti nacistična stranka, ki je preganjala jude. Klarwill je bil judovskega porekla, zato je zaradi lastne varnosti grad zapustil. Vsa oprema, pohištvo, orožarna in mnoge umetniške slike pa so v gradu ostale.
V obdobju družine Verovšek, ki je obogatela s trgovanjem železnine in stroji, je grad Podsmreka ponovno zaživel. Grad je obiskovalo veliko gostov, sorodnikov in prijateljev družine Verovšek, med drugim tudi zaradi dobre železniške povezave z Ljubljano.
Med bombardiranjem Višnje Gore med 2. svetovno vojno, so v gradu našli zatočišče prebivalci bližnjih naselij.
Po smrti Antona Verovška leta 1947 je komunistična oblast grad nacionalizirala. Kasneje je bil v njem oddelek Slovenskega etnografskega muzeja s stalno razstavo o lončarstvu na Slovenskem. Muzej so zaprli v zadnji četrtini 20. stoletja, ko so v bližini gradu zgradili kamnolom Podsmreka. Grad ni vzdrževan od zaprtja muzej dalje. Po razpadu Jugoslavije je bil grad v denacionalizacijskih postopkih, v katerih je bil dodeljen občini Ivančna Gorica.

## Obnova in preureditev
Občina Ivančna Gorica si prizadeva za prenovo gradu. Na občini so tudi predstavili nekaj idej o preureditvi gradu in sicer  preureditev gradu v motel, zaradi lege ob avtocesti, ter preureditev gradu v Muzej čebelarstva. Vrednost gradu po ocenah v letu 2017 je znašala 100.000€.